# Pablo Rabiella y Díez de Aux

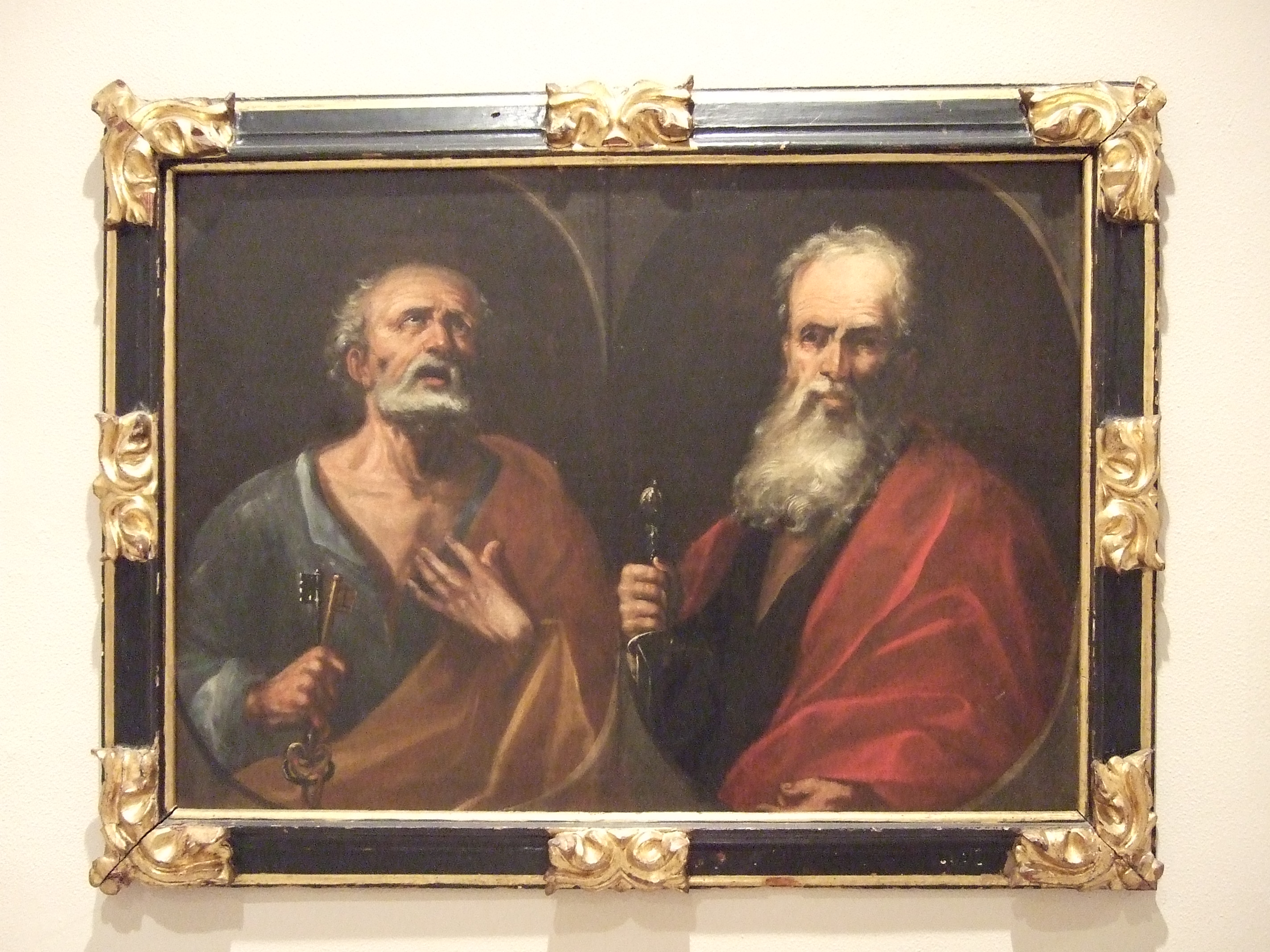
San Pedro y San Pablo (Museo de Zaragoza).

Pablo Rabiella y Díez de Aux (fallecido en Zaragoza en 1719) fue un pintor español del Barroco activo en Aragón.

## Biografía
Formado en una familia de pintores, que siguieron los pasos de su padre, Pablo Rabiella (nacido en Zaragoza hacia 1630 y muerto en 1680), se casó en dos ocasiones: en 1694 con María Antonia Palacios y, tras quedar viudo, con Teresa Sánchez. Llegó a trabajar hacia 1696 en la Seo de Zaragoza, en los cuadros de la Venida de la Virgen del Pilar a Zaragoza, el Martirio de Santiago y la Batalla de Clavijo de la capilla de Santiago en los que destaca su dinamismo, dominio cromático y lumínico. Tuvo un hijo, Pablo Félix Rabiella, también pintor.
Fue artífice de pincelada breve y suelta, en la línea de Juan Rizi y Juan de Valdés Leal, según Ceán Bermúdez, quien le achacaba incorrección en el dibujo, pero su pintura es de vario y rico colorido. En su obra permanece el tenebrismo característico de la pintura barroca española. Palomino, en el Parnaso español pintoresco laureado, indica que su estilo era adecuado para la pintura de batallas, de las que fue un prolífico autor. 
En el Museo de Zaragoza se encuentran dos espléndidas obras suyas: un San Pedro y San Pablo y una Última Cena, esta última datada en 1704. Otras obras suyas decoraron la sala de la audiencia real de la Diputación General del Reino de Aragón y la iglesia de los Trinitarios calzados de Teruel.